# Шондер, Генрих
Генрих Шондер «Хейн» (нем. Heinrich Schonder; 23 июля 1910, Эрфурт — 24 июня 1943, юго-западнее Исландии, Северная Атлантика) — немецкий офицер-подводник, капитан 3-го ранга (1 июня 1943 года).

## Биография
26 сентября 1934 года поступил на флот кадетом. 1 апреля 1937 года произведен в лейтенанты. Служил на торпедном катере. В январе 1938 года переведен в подводный флот. Служил вахтенным офицером на различных подлодках.

## Вторая мировая война
В декабре 1939 — январе 1940 года командовал подлодкой U-53.
С 1 июля 1940 по 24 ноября 1940 года — командир подлодки U-58 (Тип II-C), на которой совершил 4 похода (проведя в море в общей сложности 56 суток) в Северную Атлантику и потопил 4 судна.
18 января 1941 года получил подлодку U-77 (тип VII-C). Руководил её действиями в 8 походах (210 суток в море): первые 3 в Северную Атлантику, затем в декабре 1941 года перешел в Средиземное море.
На Средиземноморье Шондеру удалось потопить (среди прочих кораблей) британский фрегат «Гроув» и повредить эсминец «Кимберли».
19 августа 1942 года награждён Рыцарским крестом Железного креста.
22 декабря 1942 года Шондер принял командование подводным крейсером U-200 (Тип IX-D2). Через 13 дней после выхода в море его лодка была потоплена британскими бомбардировщиками.
Всего за время военных действий Шондер потопил 15 судов общим водоизмещением 29 283 брт и повредил 2 судна водоизмещением 1845 брт.